# 曼島博物館
曼島博物館（英語：Manx Museum）是位於曼島道格拉斯的一座博物館，亦是曼島的國家博物館。曼島博物館亦是曼島國家遺產的總部。

## 外部連結
- Official website of the Manx Museum. （页面存档备份，存于）

54°09′16″N 4°28′55″W / 54.15445°N 4.48187°W